# Peinture de la Renaissance
Pour les articles homonymes, voir Renaissance (homonymie).
La peinture de la renaissance  est, comme tout l'art de la Renaissance, influencée par l'Antiquité. Sous l'influence des idées humanistes et  l'apparition d'une nouvelle classe bourgeoise et marchande (flamande et italienne), qui prend les rênes  des États, naît un nouveau système de représentation du monde avec la Nature visible et sensible pour modèle, s'appuyant sur deux innovations essentielles, l'utilisation de la peinture à l'huile et la mise en pratique des lois de la perspective linéaire albertienne.

## Principales nouveautés

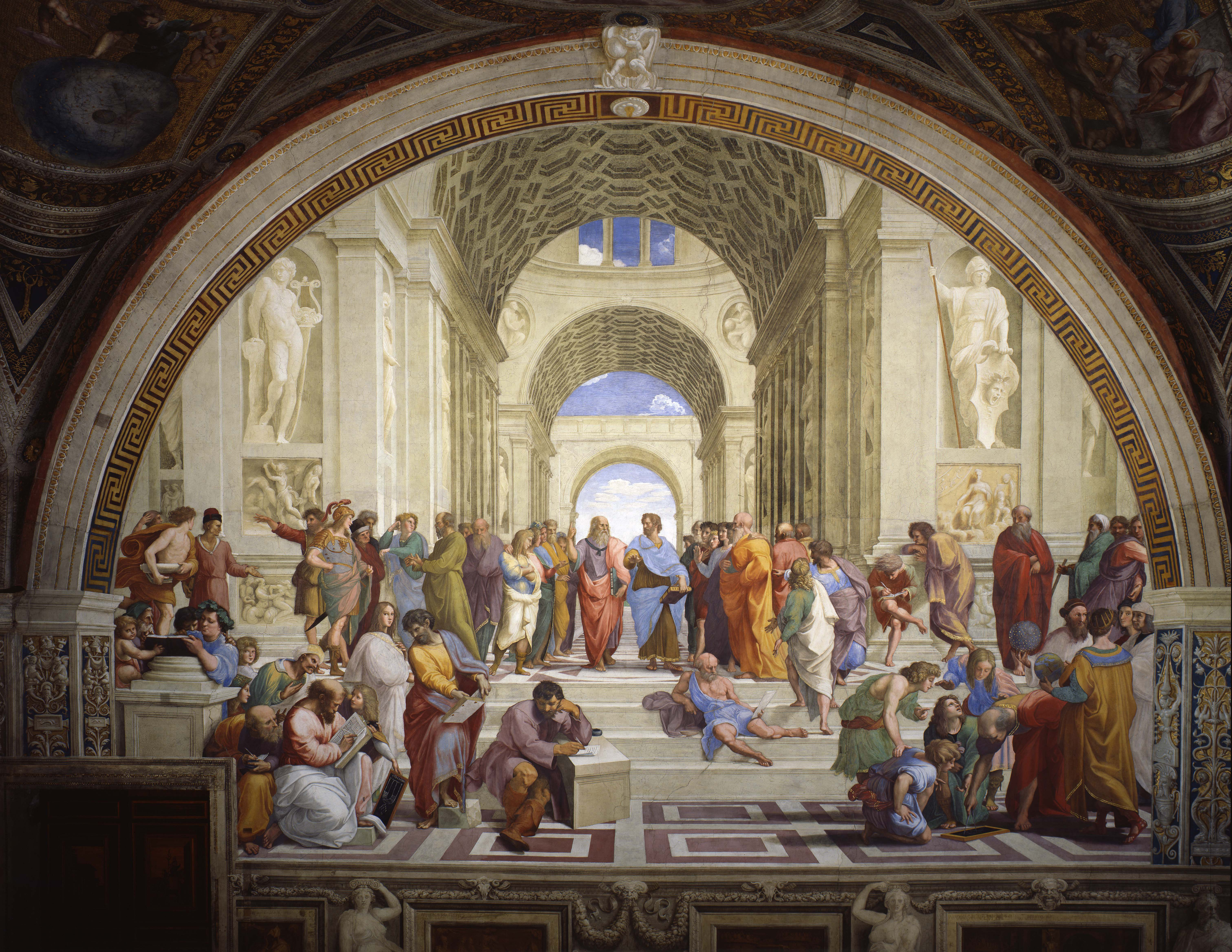
L'École d'Athènes peinte par Raphaël

La migration des savants et artistes grecs en Italie après la chute de Constantinople accélère la reprise des techniques et scènes de l’antiquité.
De nouveaux sujets font leur apparition comme les paysages et les décors riches et variés, le portrait et de la nature morte, ainsi que certains sujets profanes comme les portraits des commanditaires.  

### Appropriation du corps humain
L’anatomie (Michel-Ange qui la pratiquait savait autant s'en éloigner pour mettre en relief un trait moral par des distorsions des proportions pour des soucis esthétiques et artistiques) se développe et permet une meilleure connaissance des proportions du corps humain. En parallèle, le nu traduit la compréhension de la nature du corps humain de la part des artistes.

### Utilisation de la perspective linéaire
Les artistes de la période se livrent à  un travail systématique visant à définir rigoureusement une perspective linéaire capable d'organiser clairement l'image. Ce travail, lié à l'observation concrète des détails de la nature, va transformer progressivement la surface peinte en « fenêtre ouverte » sur le monde.  
Au niveau technique, la diffusion de la perspective monofocale à point de fuite central qui exprime la position du peintre, du spectateur, placé en dehors du tableau, est une avancée majeure comme les effets de lumières et d’ombres (clair-obscur, grisaille).
La perspective est une « forme symbolique » dans la mesure où elle dessine l'image du monde ; mais elle n'est qu'un élément de l'« espace pictural » : elle vise à présenter, dans un cadre naturel et historique vraisemblable des figures en acte, mues par un « esprit » dont la vie se manifeste à travers l'action corporelle, gestuelle et expressive.

#### Narration et spatialité
La perspective contribue à dessiner un espace pictural dont la configuration appelle et autorise la présence concrète de figures agissantes. Le « cube » spatial qui semble se creuser derrière la surface peinte signe la fin des « cellules spatiales » qui enferment la figure gothique.
L'unité spatiale instaurée par la perspective contribue aussi à l'animation narrative. Durant le Quattrocento, le polyptyque, fait de cellules juxtaposées, tend à être remplacé par un panneau unique rassemblant tous les saints autour du trône de la Vierge. Cette évolution se continue en installant des relations animées et vivantes, parfois anecdotiques, entre les figures. Cette animation narrative n'a pu se développer dans le retable qu'à partir du moment où l'espace pictural avait atteint une unité fictive.
Progressivement, l'image d'un espace dont les figures prennent possession dans la mesure où elles paraissent pouvoir s'y déplacer et agir se met en place. Ce processus est toutefois lent et complexe. Les ouvertures, d'abord, se multiplient dans le mur qui enserre la figure. Puis, les figures ont tendance à les emprunter (porte ouverte dans le fond de l'édicule de la Naissance de la Vierge de Sano di Pietro au début du XVe siècle). Le succès de l'escalier tient au fait qu'il s'agit d'un axe de passage menant d'un point à un l'autre.  Si le thème appelle parfois à la présence d'un escalier (il devient un outil récurrent dans la Présentation au Temple d'inspiration giottesque), on le retrouve dans des scènes où rien ne le rend obligatoire. Sa fonction devient métaphorique. Ce parcours de l'espace pictural par les figures précède de loin les transformations de l'espace scénique théâtral. Progressivement, le spectateur assiste à un « spectacle » dans lequel l'image porte la trace de sa propre histoire à travers les mouvements peints ou supposé des figures.
La perspective, instaurant un espace parcouru par des personnages concrets, implique une cohérence logique qui empêche, par exemple, la multiplication du même personnage à travers un espace unifié, et le récit doit donc choisir le moment où l'action décrite manifeste son contenu avec le plus de clarté et la plus grande intensité possible. Au Quattrocento, la cohérence n'est que progressive, le « récit », encore gothique pouvant encore exiger une répétition temporelle, comme dans Le Paiement du Tribut de Masaccio.

#### Articulation des lieux

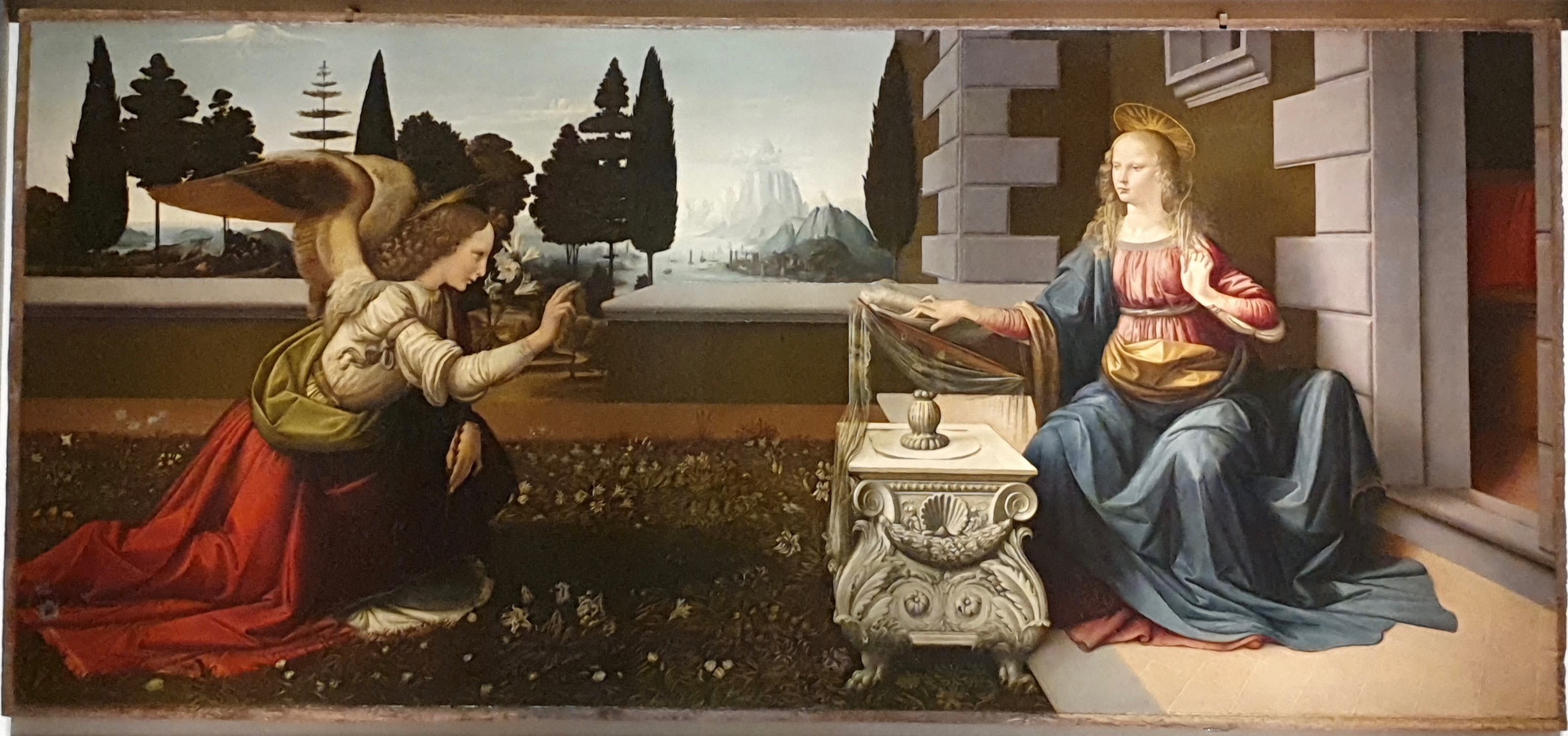
Leonardo da Vinci, Annonciation, Galerie des Offices

L'articulation narrative des lieux se double d'une articulation symbolique : les lieux, c'est-à-dire des endroits investis d'une fonction signifiante ou d'une valeur symbolique, sont clairement reliés dans certaines images. Dans les Annonciations de Léonard de Vinci, le lieu de la rencontre est à la limite de l'architecture et du jardin de Marie, mais s'ouvre sur d'autres lieux aux fonctions nettement différenciées : derrière l'Ange, l'ouverture du parapet rappelle le monde divin non représenté dans l'image ; entre l'Ange et la vierge, l'ouverture du parapet conduit l'œil  vers la nature et vers la ville, qui devient ainsi lieu d'un humain différencié par rapport au divin ; derrière la Vierge, l'ouverture du mur mène à une chambre non représentée, métaphore du ventre de Marie et lieu de la naissance future. La perspective transforme implicitement en autant de « lieux figuratifs » investis de sens.
Vers 1465-1475, à Florence, l'espace de l'image sacrée est organisée à partir de l'articulation de deux zones contrastées : le paysage et l'architecture. Cette architecture, souvent non vraisemblable, permet d'introduire l'image du monde humain dans le retable. La perspective permet ainsi d'articuler les deux données imaginaires de l'image.

### Symboles
L'emploi de l'objet faisait traditionnellement et clairement référence à un contenu spirituel. Pour rendre incontestable la perception du sens symbolique attaché à un objet concret, il faut dorénavant lui donner un emplacement qui en empêche une lecture « naturelle ». Au Quattrocento, les peintres qui contribuent à définir le style moderne, situent l'objet auquel est attachée une valeur ou une signification particulière à une place vraisemblable pour lui : le sens spirituel se dissimule dans l'aspect concret de l'objet, il s'agit d'un « symbole » au sens ancien du terme. L'image du monde naturel en devient ambiguë et incertaine. 

### Utilisation de la lumière
La lumière, venant d'une source précise et éclairant obliquement personnages et objets, est l'un des outils du nouvel espace figuratif. Masaccio est celui qui en donne le premier une formule particulièrement efficace dans la chapelle Brancacci : tous les personnages sont éclairés selon un foyer lumineux unique pour toutes les fresques, et cette lumière fictive se confond avec la lumière réelle entrant dans la chapelle depuis la fenêtre située dans le mur du fond.

### Importance du paysage
Dans la deuxième moitié du Quattrocento, le paysage devient à la mode et les princes commandent des vues de ville. Eléonore d'Aragon, femme d'Ercole d'Este, fait peindre une vue de Naples, sa ville natale, pour l'offrir à une de ses filles.

### Développement du portrait

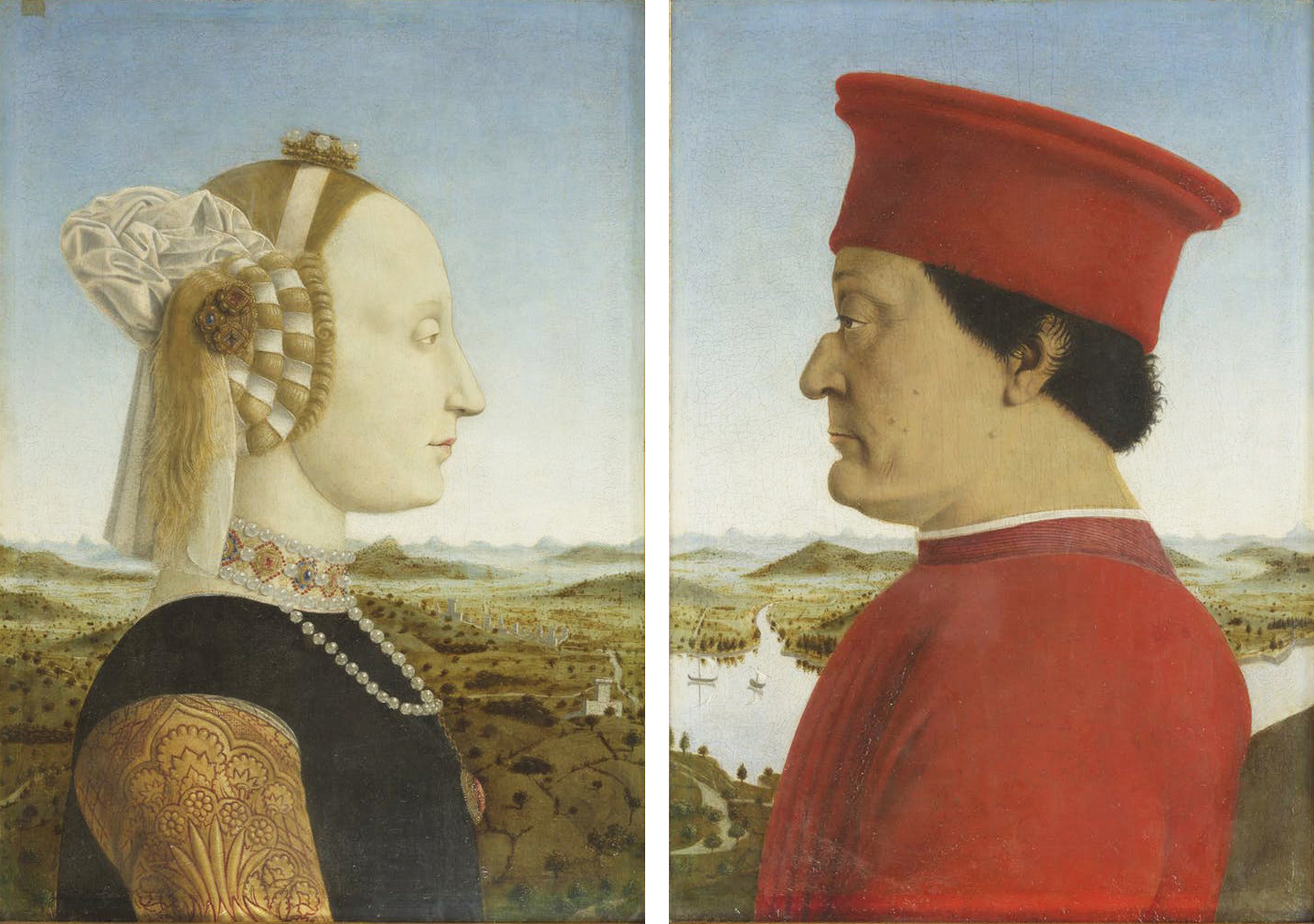
Piero della Francesca, Portraits du duc et de la duchesse d'Urbino.

La peinture tend désormais à faire émerger la figure humaine de son « lieu » spatial : c'est la figure qui anime de son mouvement le récit figuratif. Le développement du portrait est exemplaire. Partant du profil pur inspiré des médailles antiques et dont la dignité se conserve dans le « portrait de cour », le genre s'oriente vers la présentation de trois-quarts ou de face qui permet de saisir l'expression psychologique, le « mouvement de l'âme » perceptible dans le sourire ou le regard. Si le buste coupé à mi-corps demeure généralement la règle jusqu'au XVIe siècle, le portrait s'introduit de plus en plus dans les scènes « historiées » : la figure concrète est présentée « en acte », agissante à l'intérieur de l'histoire, dans un espace qui s'ouvre à l'action et au temps. Le portrait devient l'image d'une personnalité engagée dans le temps, saisie dans le moment d'une action particulière.

## Nouvelles techniques
L'émail sur terre cuite (terracotta invetriata) apparait, notamment dans l'atelier d'Andrea della Robbia à Florence.
La peinture se fait sur chevalet et le bois est remplacé par la toile, qui est plus économique.
Léonard de Vinci met au point le sfumato, effet brumeux avec pénétration du clair dans le sombre, technique qu'il utilise pour réaliser La Joconde. Jan Van Eyck, sans l'inventer, améliore la peinture à l'huile. La technique des 3 nuances dans laquelle la tonalité moyenne est obtenue par mélange de la nuance la plus foncée avec la plus claire, apparait.
Les techniques à fresque se généralisent sur les murs, plafonds et voûtes.

## Principales influences novatrices

### Influence des Princes
Les princes de la Renaissance s'attachent au talent de l'artiste et les cours se disputent pour s'attacher les artistes les plus renommés. Ainsi Ludovico Sforza veut employer les meilleurs peintres florentins et demande à son ambassadeur d'enquêter pour connaitre les talents les plus en vue. Les Este de Ferrare parviennent à s'attacher quelque temps le vénitien Iacopo Bellini, Piero della Francesca et le futur peintre du roi de France, Jean Fouquet, de retour de Rome où il est allé faire le portrait d'Eugène IV. Lionel d'Este parvient plus tard à retenir le grand peintre flamand Rogier van der Weyden, en route pour un pèlerinage à Rome dans le cadre de l'année jubilaire de 1450. Il y peint un triptyque de la Déposition de Croix dont le prince est si content qu'il fait acheter par l'intermédiaire de son agent à Bruges d'autres tableaux de l'artiste peints en Flandre.

### Influence des villes et des marchands
En Italie, la peinture traduit de plus en plus un esprit d'observation objective, réaliste et surtout scientifique. La géométrie du peintre est proche de celle du « marchand » qui doit jauger rapidement la contenance d'un tonneau : le grand maître en perspective et en peinture moderne, Piero della Francesca, écrit un Trattato d'abaco, dans lequel il décrit avec précision les mesures cubiques d'un tonneau de deux pieds de long.
Un certain type de mesure géométrique préside à la fois à la construction des espaces et des figures dans la peinture, et à la construction ou à l'évaluation des instruments concrets utilisés dans le commerce. Si dans la peinture religieuse les « donateurs » sont souvent des religieux et des princes, les marchands se font également représenter aux pieds de la Vierge, investissement dévot et spirituel rendu peut-être nécessaire par les profits des investissements directement financiers. Ainsi la chapelle Scrovegni de Padoue est commandée par Enrico degli Scrovegni, qui à la droite de la Croix, dans le Jugement dernier, offre la chapelle à la VIerge.
Depuis le XIIe siècle, un mouvement historique organise le développement des cités, en y concentrant la richesse financière, condition nécessaire de l'accroissement territorial et du prestige culturel. Ainsi, Giovanni Rucelai, membre d'une famille de marchands de laine et l'un des plus grands collectionneurs florentin de la fin du XVe siècle, avoue préférer dépenser de l'argent qu'en acquérir.
Toutefois, la transformation picturale de la Renaissance n'est pas suscité par une classe sociale donnée : c'est un mouvement de fond beaucoup plus large, dans lequel l'ensemble de la société italienne et de sa culture, parfois contradictoire, est impliqué.
Pendant longtemps, les ateliers des plus grands artistes reçoivent la commande d'œuvres à finalité pratique très précise : étendards, enseignes, chars, décors de fête… Les façades des maisons sont ornées, peinture extérieure qui décore la cité elle-même et s'offre à la perception collective. La peinture se voit reconnaitre une dignité nouvelle dans la mesure où elle réussit à faire partie intégrante de la cité, à donner forme figurée à ses préoccupations, ses interrogations, ses célébrations. Elle est un reflet de cette culture, mais aussi un des facteurs actifs.  

### Influence de l'humanisme et de la rhétorique

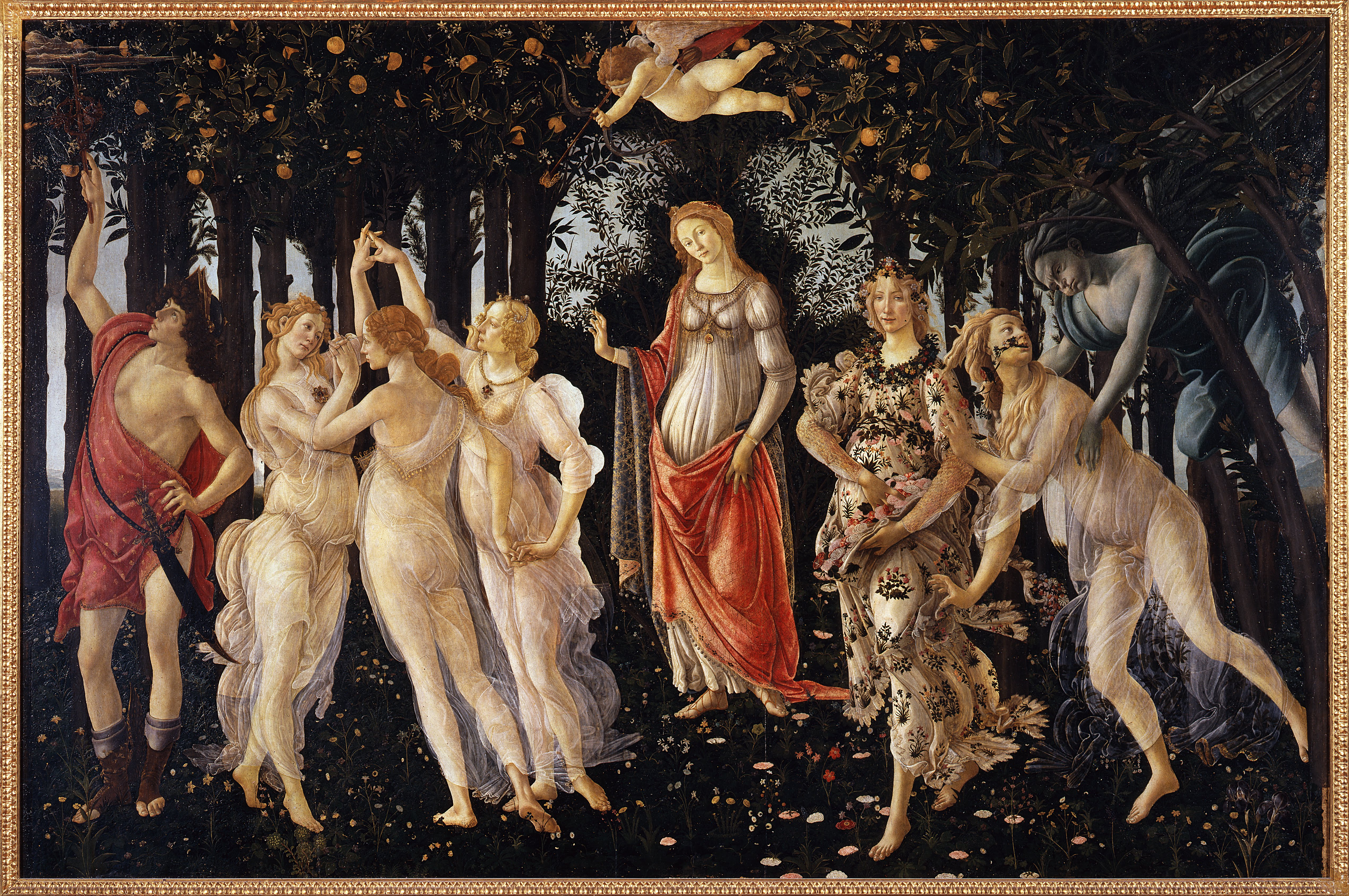
Sandro Botticelli, Le Printemps.

Dès le Trecento, la culture, nouvel idéal, entre dans les déterminations de la peinture. Entre 1400 et 1500, un clivage culturel et social s'affirme qui définit le « bon » usage à faire de la « bonne » peinture. À l'usage pratique, qui prête à l'image des pouvoirs encore magiques, s'oppose l'usage cultivé qui sait, progressivement en apprécier la qualité proprement esthétique. Les artistes du XVe siècle utilisent le précepte Ut Poesis pictura pour se faire reconnaitre un statut et un prestige sociaux équivalents à ceux dont jouissent les écrivains, poètes et humanistes. Dès le début du Trecento, des couples se forment : Giotto est l'homme de Dante et Simone Martini celui de Pétrarque. En 1480, dans son introduction à la Divine Comédie, le néoplatonicien Landino enregistre une « renaissance des arts » comparable à la « renaissance des lettres ».
Pour de nombreux humanistes, la peinture demeure un art d'imitation, inférieur à l'art de la connaissance et de persuasion qu'est la rhétorique. Les images néoplatoniciennes comme le Printemps de Botticelli suscitent les divergences des spécialistes en iconographie. La précision presque « codée » des attributs et des gestes renvoie à une culture littéraire extrêmement élaborée et multiple ; l'image, de plus, n'est pas un rebus pur et simple ; son déchiffrement ne peut être qu'hypothétique car la figure « condense » dans son évidence mystérieuse, tout un ensemble de notions et de traditions proches, complémentaires et diverses.

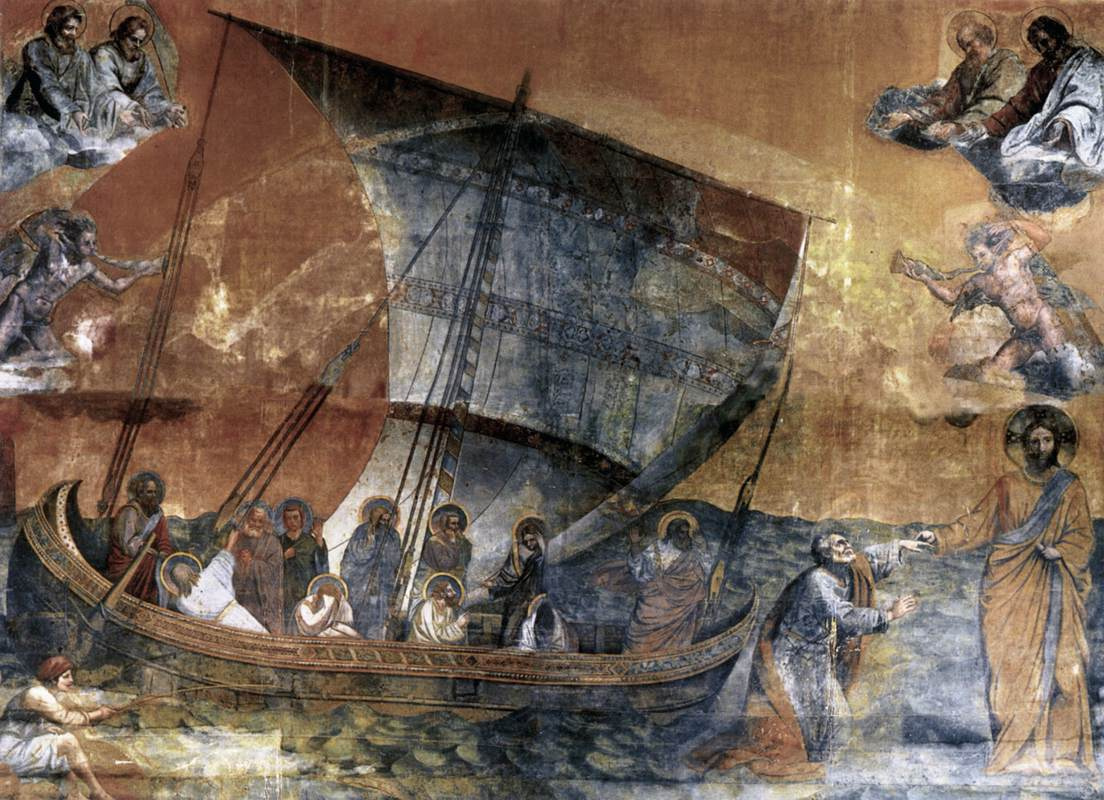
Giotto di Bondone, Navicella.

Par ses fonctions, par ses techniques et par les valeurs implicites qu'elle affirme, la peinture participe à l'esprit « rhétorique ». Plutôt que de montrer ou de répéter simplement une vérité tenue pour certaine, un évènement connu et digne de ne pas être oublié, la peinture vise à « raconter » l'histoire, à «  persuader » de la vérité; elle vise à être discours peint, au sens du récit vivant et présent ; les techniques de l'expression des sentiments tendent, en particulier, à en rendre la perception la plus aiguë et la plus dramatique possible. Une vérité nouvelle est espérée au terme du travail figuratif, celle qui serait le fruit d'une meilleure connaissance de l'âme humaine ou des phénomènes et des objets naturels.
Une position et une définition nouvelles du rapport que l'homme entretient avec le monde, lui-même et sa propre histoire sont en jeu dans cette refonte conjointe du discours et de l'image. La destinée humaine n'est plus seulement envisagée du point de vue de l'éternité, de sa justification téléologique et métaphysique, mais du point de vue de l'homme et de son devenir historique. La théorie picturale des mouvements du corps servent à faire comprendre les mouvements de l'âme. Les passions ne se formulent en toute clarté qu'au XVe siècle, mais l'écrit ne fait alors qu'enregistrer une pratique perfectionnée depuis Giotto: à l'appui de son argumentation, Alberti ne cite en 1435 que la Navicella du Florentin.

### Influence de la poésie
Les concepts poétiques prennent une place importante dans la formulation des concepts picturaux. Dans une société où le discursif est l'outil privilégié de la transmission du savoir, la peinture demeure, pour les esprits cultivés, une « poésie muette » et sa dignité consiste pendant longtemps à tenter de palier ce mutisme en donnant au spectateur les instruments qui lui permettent de constituer le discours nécessaire au prestige de l'image. La comparaison entre les deux formes d'expression demeure l'une des données les plus constantes de la culture occidentale ; les deux se donnent pour objectif la beauté et l'harmonie mises au service de la glorification ou du souvenir. 

### Influence de la religion
L'exceptionnel essor artistique de la période est profondément lié au mouvement religieux et en particulier à l'action de plus en plus diffusée des deux grands ordres mendiants : les dominicains et les franciscains. La prédiction franciscaine à l'approche plus directe, plus simple, plus « humaine » des grandes idées chrétiennes inspire en profondeur la floraison des images. Des liens se tissent entre les images de l'art et les thèmes figurés développés par les prédicateurs : douleur immense devant la Croix, joie simple devant la glorieuse Nativité, horreur de la Passion. L'émulation entre pour une bonne part dans la multiplication des œuvres. La rigueur des Dominicains donne naissance à des images à l'importance artistique indéniable. On assiste, en profondeur, à une poussée de l'humain, à une reconnaissance nouvelle des dimensions terrestres que l'on cherche à saisir dans leur rapport avec le spirituel et le divin : une nouvelle relation se dessine entre le fidèle et sa foi, entre les hommes et leur Dieu. La peinture, qui n'a pas à formuler de discours conceptuel explicitement défini, en donne une image parfois prémonitoire.

## Principaux peintres flamands
En Flandre, sur les 4 primitifs flamands (Jan Van Eyck, Hans Memling, Jheronimus Bosch, Brueghel Den Oude), les 2 premiers vivent au XVe siècle, c'est-à-dire pendant la 1re Renaissance :
- Jan van Eyck (1390-1441) : Jan van Eyck est l'inventeur de la technique pérenne de peinture sur toile[11]. Sans doute en contact avec des alchimistes, il a mis au point la technique combinant diverses résines végétales avec l'huile qui, formant un film souple, solide, transparent et durable, permet de monter sur châssis des toiles de grand format capables de résister au temps[12]. Jan Van Eyck était un virtuose de la perspective à point de fuite central, comme on peut le voir dans le portrait des Époux Arnolfini qu'il peignit en 1434, donc avant la rédaction du de Pictura de Alberti. La thèse d'Alberti, publiée en 1511, a diffusé la première méthode de perspective optique. Sur le plan iconographique, les Époux Arnolfini annonce la fin de la société féodale au profit d'une organisation politique dont les notables seront des bourgeois prospères.  L'héritage de Van Eyck est immense : perfection de la technique de la peinture à l’huile, grâce à un liant à l’huile siccative, précision et réalisme des détails, création de la notion moderne de portrait, notamment par le regard, dirigé vers le spectateur.
- Hans Memling (vers 1435 - 1494). Concernant le portrait chez Hans Memling, Jean-Pierre Stroobants, correspondant du journal "Le Monde" en Belgique, précise : "Il a innové en introduisant des décors (paysages, intérieurs, fonds), qui, malgré leur foisonnement de détails, n’enlèvent rien à la sobriété des tableaux et à l’étrangeté des personnages. L’étude du visage, des mains, du corps donne à la majorité de ces œuvres un caractère envoûtant et permet à Till-Holger Borchert, conservateur du musée Groeninge, d’affirmer que c’est bien Memling qui transmit à tout le sud de l’Europe les caractéristiques et les innovations du portrait primitif flamand, qui allait notamment influencer les peintres florentins, vénitiens ou lombards."[13]

## Principaux peintres italiens
- Masaccio (1401-1428) : avec l’Humanisme, on place l’homme au centre des préoccupations. Ce qui importe est la manière dont l’homme regardera ce tableau. L’homme devient la mesure de référence.
La perspective doit donc respecter les lois physiques du monde, et l’association entre la lumière et l’ombre des corps. 
Masaccio veut représenter dans le tableau la réalité « objective ». Il est traditionnellement présenté comme le premier peintre moderne. Il a en effet introduit dans l'art occidental la notion de vérité optique, de perspective et de volume.
- Piero della Francesca (1416-1492) : Piero Della Francesca se passionne pour les traités de Vitruve, penseur latin du Ier siècle, qui développe dans ses écrits l’art de la raison, le sens de la mesure et de l’équilibre (il développa un modèle de ville romaine avec les proportions « idéales »).
La peinture exige l’adéquation entre la vision de l’image peinte et celle des objets dans l’espace (diminutions de taille des objets qui sont éloignés, lignes de fuite...)
Piero della Francesca consigna ses études sur le réalisme visuel et la perspective linéaire dans ses ouvrages vers la fin de sa vie.
ex : La Flagellation du Christ, 1477-1479, Urbino.
- Léonard de Vinci (1452-1519) : en 1504, il s’installe à Florence. Il assimile des nouveautés graphiques comme le clair-obscur et le sfumato (principe de perspective qui donne un flou aux formes éloignées). Le dessin prime sur la couleur.
ex : La Joconde, 1503, Paris, Musée du Louvre). Proche du Roi François Ier, il passera la dernière décennie de sa vie en France, ce qui explique le fait que la Monalisa del Giocondo soit aujourd'hui la propriété du musée du Louvre.
- Michel-Ange (1475-1564) : sculpteur, poète et architecte italien, il est l'un des plus grands artistes de la Renaissance. Il excelle dans le domaine artistique très jeune, notamment dans le domaine sculptural comme en témoignent "la Pietà" de la basilique Saint-Pierre sculptée en 1499, ainsi que le David, la sculpture la plus fameuse de la Renaissance et le symbole de Florence.

Dans le domaine de la peinture, il s'illustre en peignant les immenses cycles de fresques de la chapelle Sixtine de 1508 à 1512 où il représente  plusieurs épisodes de l'Ancien Testament (la Genèse) et du Nouveau Testament (Jugement Dernier). Ces chefs-d’œuvre de la Renaissance sont les fresques les plus connues au monde. Le style pictural, empreint d'un grand dynamisme et d'une distorsion des corps font de Michel-Ange le père du maniérisme.
À partir de 1546, il est nommé architecte de la basilique Saint-Pierre. En 1561, le pape Pie IV lui confie la construction de la basilique Sainte-Marie-des-Anges-et-des-Martyrs dans les thermes de Dioclétien, œuvre qu'il ne pourra mener à son terme.
- Raphaël (1483-1520) : il est un grand peintre qui a excellé dans la production artistique concernant le thème religieux et les portraits de nobles. De 1504 à 1508, il peint de nombreuses Vierges à l’Enfant (Madone). Il base sa composition sur le message qu’il veut faire passer : l’amour maternel. Il peindra notamment les appartements du pape sous le pontificat de Jules II.
ex : La Vierge au chardonneret, 1507, musée des Offices de Florence.
Importance des compositions claires basées sur des formes géométriques, comme le triangle. Ces compositions donnent un effet de stabilité et de douceur.
- Pontormo (1494-1557) : peintre maniériste de la Renaissance tardive. L’objectif est de choquer et de toucher le spectateur. Les peintres maniéristes déforment les corps des personnages, disproportionnés. Ils défigurent les personnages par des expressions excessives. Il est le maître du très célèbre peintre florentin Bronzino, chef de La Bella Maniera florentine.
ex : La Déposition de croix, 1520

## Principaux peintres français
- Jean Fouquet
- Jean Clouet
- François Clouet
- Barthélemy d'Eyck
- Nicolas Froment

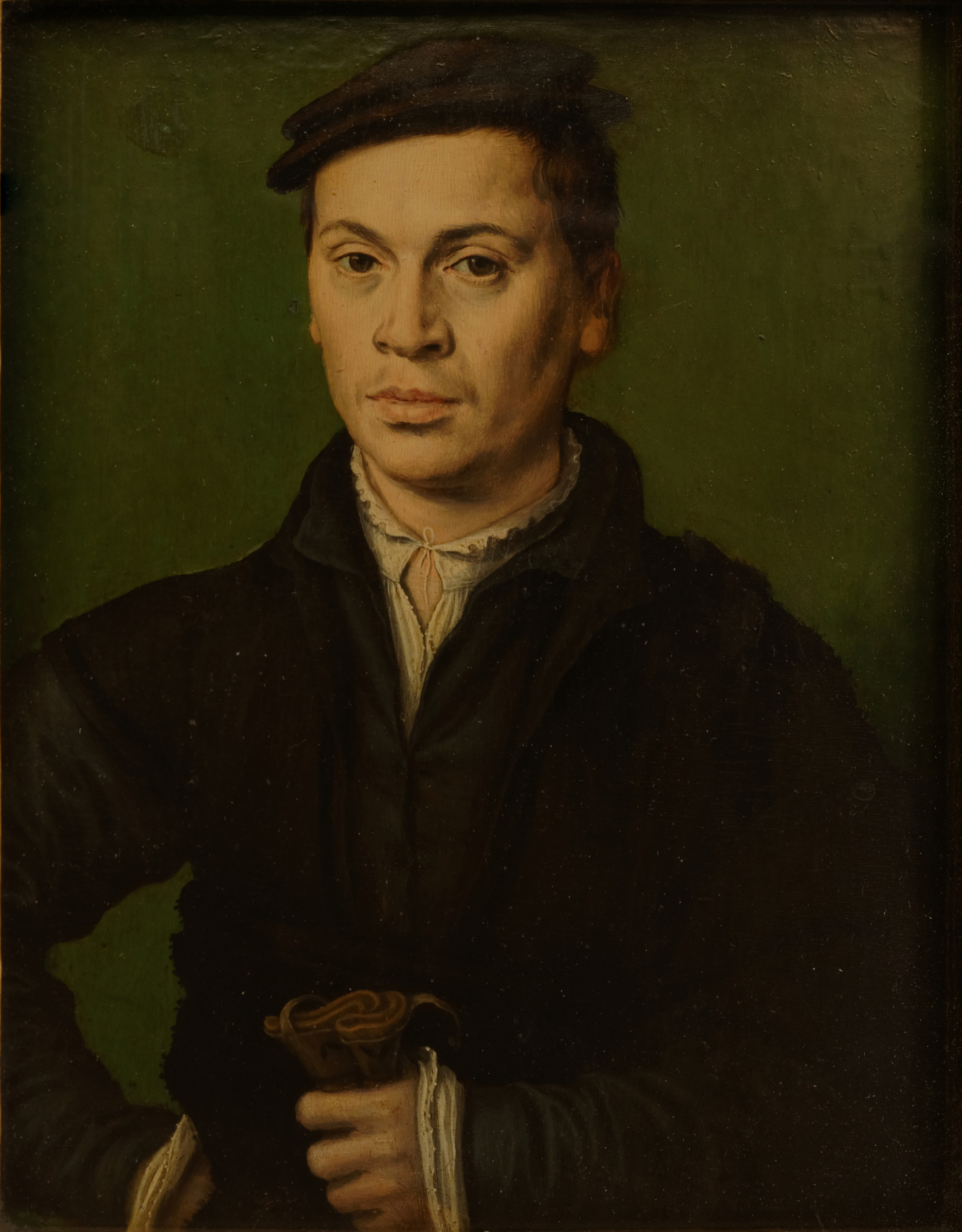
Homme au béret noir tenant une paire de gants peint par Corneille de Lyon

- Jean Hey (connu comme le Maître de Moulins)
- Simon Marmion
- Enguerrand Quarton
- Corneille de Lyon

## Principaux peintres allemands
- Albrecht Altdorfer (c.1480-1538)
- Hans Baldung (c.1480-1545), Alsacien
- Lucas Cranach l'Ancien (1472-1553)
- Lucas Cranach le Jeune (1515-1586)
- Albrecht Dürer (1471-1528)
- Matthias Grünewald (c.1470-1528)
- Hans Holbein l'ancien (c.1460-1524)
- Hans Holbein le jeune (c.1497–1543)
- Ambrosius Holbein (1494-1519)

## Principaux peintres espagnols
- Maître de Burgo de Osna, actif à Valence deuxième quart du XVe siècle[14].
- Miguel Alcaniz, actif entre 1421 et 1442[15].
- Pedro Berruguete (c.1450-1504).
- Juan de Borgoña (c.1470-c.1536), actif à Tolède.
- Maître de Santa Clara de Palencia, actif en Castille à la fin du XVe siècle[16].
- Luis de Morales (1509-1586).
- Alonso Sánchez Coello (1531-1588).
- El Greco (1541-1614).
- Juan de Juanes (1523-1579).
- Juan Fernández Navarette (1526-1579).

## Principaux peintres portugais
- Garcia Fernandes (Portugal, c.1514 - c. 1565).
- Vasco Fernandes (Viseu, c. 1475 — c. 1542), mais conhecido por Grão Vasco.
- Gregório Lopes (Portugal, c. 1490 - 1550).